# شيخ ندوي
Cheikh N'Doye (مواليد 29 مارس 1986) هو لاعب كرة قدم سنغالي محترف، يلعب مع نادي أنجيه كلاعب وسط.

## الأهداف الدولية
آخر تحديث 25 سبتمبر 2016.
أهداف السنغال تظهر أولًا على اليمين.
| م. | التاريخ      | الملعب                                     | الخصم    | الهدف | النتيجة | المنافسة    |
| -- | ------------ | ------------------------------------------ | -------- | ----- | ------- | ----------- |
| 1. | 31 مايو 2014 | ملعب بيدرو بايدجاين، بوينس آيرس, الأرجنتين | كولومبيا | 2–2   | 2–2     | مباراة ودية |

## روابط خارجية
- شيخ ندوي على موقع الاتحاد الدولي (مؤرشف)  (الإنجليزية)
- شيخ ندوي على موقع قاعدة بيانات كرة القدم.إي يو (الإنجليزية)
- شيخ ندوي على موقع ناشيونال فوتبول تيمز (الإنجليزية)
- شيخ ندوي على موقع Soccerway.com (الإنجليزية)
- شيخ ندوي على موقع عالم كرة القدم.نت (الإنجليزية)
- شيخ ندوي على موقع AS.com (الإسبانية)